# سيباستيان غانون
سيباستيان غانون هو سياسي كندي، ولد في 21 مايو 1973. نشط حزبياً في الكتلة الكيبيكية. وقد انتخب عضو مجلس العموم الكندي عن دائرة Jonquière—Alma ‏ وقد انضم خلال فترته النيابية ‏ للكتلة البرلمانية الكتلة الكيبيكية.